# Ед I (герцог Бургундії)
Ед I Рудий (фр. Eudes Borrel le Roux; 1058/1060 — 23 березня 1103) — герцог Бургундії у 1079—1103 роках.

## Біографія

### Молоді роки
Походив з династії Капетингів. Син Генріха Донцеля та Сибілли (доньки Берангера-Рамона І, графа Барселони). При народженні отримав ім'я Ед. Його батько помер між 1072 та 1074 роками, а мати у 1074 році. Після цього сприяв братові Гуго здобути право на бургундську спадщину. У 1077 році його брат Гуго I призначив Еда намісником герцогства під час свого походу до Піренеїв. У 1078 році Ед одружився з Сибіллою, донькою пфальцграфа Бургундії.

### Герцог
У 1079 році після зречення старшого брата Гуго I отримав владу над Буругундським герцогством. Після цього додав до свого імені Боррель на честь діда по матері. Відзначився грабіжницькими наїздами на сусідніх феодалів та подорожуючих герцогством, зокрема Ансельма Кентерберійського. У 1080 році виступив на допомогу Філіппу I, королю Франції, проти бунтівного феодала Гуго I де Пюїзе.
У 1087 році разом з братами Генріхом і Робертом виступив на допомогу Альфонсо VI, королю Кастилії і Леону, та Санчо I, королю Арагону, які протистояли Альморавідам. Втім, того ж року в битві при Туделі війська християн зазнали поразки. В подальшому з успіхом бився проти мусульман, зокрема 1090 року сприяв обороні Толедо від військ Алі ібн Юсуфа.
У 1098 році надав значні кошти задля зведення першого цистерціанського абатства в Бургундії — Сіто.
В 1100 році Ед I разом з Етьєном де Блуа і Гуго де Вермандуа приєднався до учасників Першого Хрестового походу, перед тим призначивши старшого сина намісником герцогства. Але зазнав поразки у битві при Гераклеї і потрапив в полон до сельджуків. Помер в 1102 році в Тарсі в Кілікії. Поховано в абатстві Сіто, капелі Св. Георга.

## Родина
Дружина — Сибілла (1065—1101), донька Вільгельма, графа Бургундії.
Діти:
- Гуго (1084—1143), герцог Бургундії у 1102—1143 роках;
- Генріх (1087—1125), чернець і абат Сіто;
- Елен (1080—1141), 1 чол. з 1095: Бертран (1065 – 1112), граф Тулузи і Триполі; 2 чол. з 1115: Вільгельм III (1095 – 1172), граф Понтьє і Алансону;
- Флоринда (1083—1097), дружина данська принца Свейна Естрідсена.